# Cryphia subgrisea
Cryphia subgrisea là một loài bướm đêm trong họ Noctuidae.